# Bule (distrikt)
Bule är ett distrikt i Etiopien.   Det ligger i zonen Gedeo Zone och regionen Southern Nations, i den centrala delen av landet, 300 km söder om huvudstaden Addis Abeba.